# Conde de Castelo Novo
Conde de Castelo Novo é um título nobiliárquico português criado em 1628 pelo Rei Filipe III de Portugal, IV de Espanha a favor de D. Jorge de Mascarenhas, 1.º Vice-Rei do Brasil. Posteriormente, em 1639, o 1.º titular foi elevado a Marquês de Montalvão pelo mesmo monarca.

## Condes de Castelo Novo (1628)

### Titulares
1. D. Jorge de Mascarenhas, 1.º Vice-Rei do Brasil, 1º marquês de Montalvão
2. D. Francisco de Mascarenhas, 2º conde de Castelo Novo
3. D. Pedro de Mascarenhas, 2º marquês de Montalvão

### Armas
As dos Mascarenhas: um campo vermelho, com três faixas de ouro. O timbre é composto por um leão vermelho, armado e lampassado de ouro.